# Kapusta właściwa olejowa
Kapusta właściwa olejowa, rzepik (Brassica rapa L. subsp. oleifera) – podgatunek kapusty właściwej. Obszar rodzimego jej występowania nie jest dokładnie znany, przypuszczalnie Eurazja.

## Morfologia
ŁodygaPodobna do rzepaku, lecz słabiej rozgałęziona.
KwiatyŻółte, zebrane w baldachogrona.
OwoceW postaci wygiętej łuszczyny długości 3–5 cm.
NasionaKuliste, czerwonobrązowe. Zawartość tłuszczu 30–48%.

## Zastosowanie
Kapustę właściwą olejową uprawia się jako roślinę oleistą i pastewną. W porównaniu do rzepaku cechuje ją większa odporność na chłód. W Polsce uprawiana głównie w północno–wschodniej części kraju. Plon wynosi 9–25 q nasion z hektara.